# Ligne 17 du tramway de Bruxelles
Pour les articles homonymes, voir Ligne 17.
La ligne 17 est une ancienne ligne de tramway du tramway de Bruxelles qui a fonctionné jusqu'au 7 novembre 1960.

## Histoire
La ligne est supprimée le 7 novembre 1960, elle est remplacée par une ligne d'autobus sous le même indice[réf. nécessaire],.